# Bockschaft
Bockschaft ist ein Dorf mit rund 400 Einwohnern im Landkreis Heilbronn in Baden-Württemberg, das seit 1971 zur Gemeinde Kirchardt gehört. Der Ort geht auf ein seit 829 überliefertes, später reichsritterschaftliches Hofgut zurück, das sich seit 1718 in Stiftungsbesitz befindet. Von 1841 bis 1971 war er eine selbstständige Gemeinde.

## Geographie

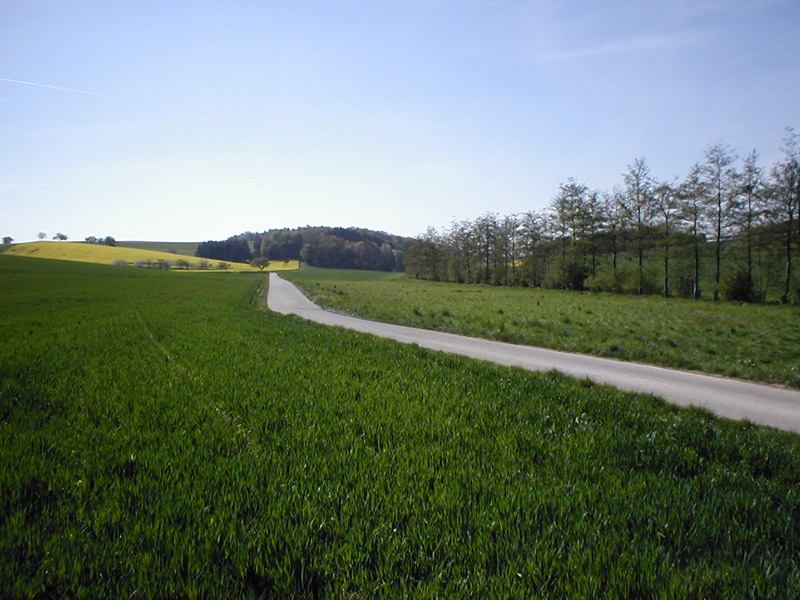
Blick von Bockschaft westwärts ins Ittlinger Tal mit der Baumreihe folgendem Bockschafter Graben.

Bockschaft liegt im nordöstlichen Kraichgau etwa 1 km westlich von Kirchardt im Ittlinger Tal, das weiter nach Westen in Richtung Ittlingen verläuft. In diesem Tal entwässert der so genannte Bockschafter Graben die umliegenden Hügel sowie mehrere um Bockschaft entspringende Quellen; eine einstmals im Ort nachgewiesene Quelle ist inzwischen versiegt. Der Graben speist einen außerhalb von Ittlingen gelegenen Fischteich, bevor er zwischen Ittlingen und Reihen in die Elsenz mündet. Die Gemarkung von Bockschaft umfasst 214 Hektar und liegt zwischen 205 und 258 Meter über NN, das Jahresniederschlagsmittel beträgt rund 750 mm.

## Geschichte

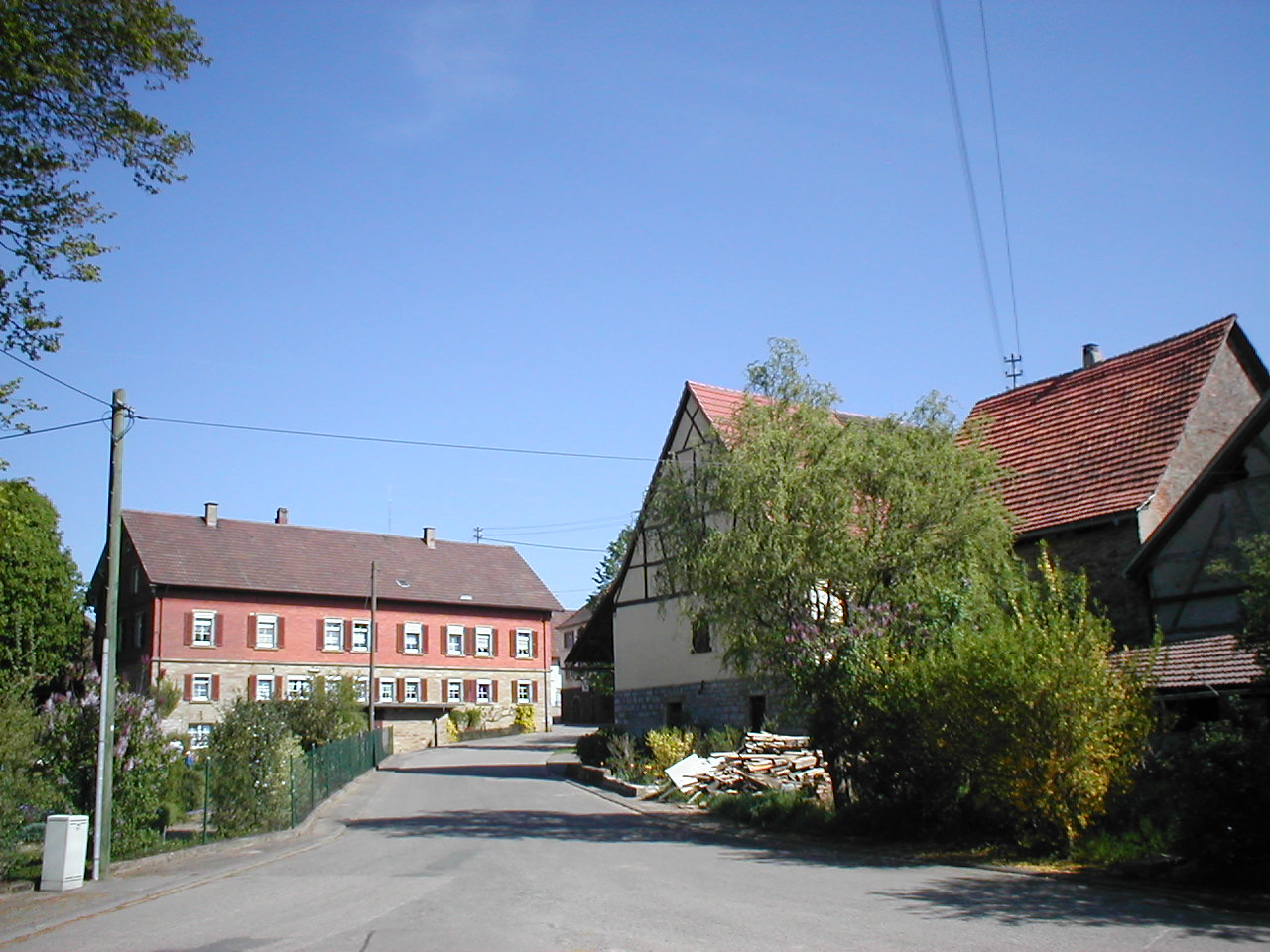
Blick auf das Wohngebäude (1892) des Gutshofs Bockschaft

Bockschaft war vermutlich aufgrund der günstigen Geländelage schon in vorchristlicher Zeit von einem Gutsbestand mit Viehwirtschaft besiedelt. Erstmals urkundlich erwähnt ist der Ort, ebenso wie Kirchardt und Berwangen, im Lorscher Codex aus dem 12. Jahrhundert, wonach ein Engilbert im Jahr 829 in Bughenscelp die dortige herrschaftliche Hofreite nebst 150 Morgen Land, einer Mühle und zehn Leibeigenen – dem üblichen Umfang eines herrschaftlichen Hofguts jener Zeit – dem Kloster Lorsch geschenkt hat. Der Ortsname ist gemischten germanisch-keltischen Ursprungs und bedeutet Bugos Hirtenhütte, wobei unbekannt ist, wer dieser germanische Gründer Bugo war, der dort erstmals ein keltisches scelp errichtet hat. Auch vom Stifter Engilbert, der im selben Zug zwei weitere Höfe gleicher Größe an Lorsch geschenkt hat, ist nichts bekannt, außer dass er den Hof in Bockschaft nicht selbst bewohnte.
Das Kloster Lorsch besaß kein geschlossenes Gebiet, sondern verstreut liegende Besitztümer, die aus wirtschaftlichen Gründen ab dem 12. Jahrhundert teilweise veräußert wurden, bevor der Restbesitz 1232 an das Erzbistum Mainz fiel. 1180 besaß ein I. G. Stoffel bereits einen Teil des Hofguts. Zwischen 1491 und 1528 erwarb Jerg Koberer, Stadtjunker und Schultheiß zu Wimpfen, nach und nach den gesamten Hof. Von seiner Familie ging der Hof im 16. Jahrhundert an die Herren von Neipperg, womit Bockschaft als freiadliges Gut keine Lehensoberherren hatte, sondern lediglich der Reichsritterschaft bzw. dem späteren Ritterkanton Kraichgau unterstand. Laut der Dorfordnung von Berwangen aus dem Jahr 1557 war Berwangen „seit alters her“ kirchlich und gerichtlich für Bockschaft zuständig, wo nie eine eigene Kirche bestand und dessen Einwohner nach der Reformation 1530 bis ins 19. Jahrhundert fast ausschließlich lutherisch waren.
Einen Teil des Hofes erwarb 1609 Johann Christoph von Degenfeld zu Neuhaus. Im Dreißigjährigen Krieg wurde der Hof vermutlich beschädigt und kam in den Besitz von Feldmarschall Ludwig von Schmidberg. 1649 ging der Besitz an Major Sebastian von Möschlitz. Schließlich erwarben auch die Herren von Helmstatt einen Teil des Besitzes. 1660 werden drei Höfe genannt: der helmstättische, der degenfeldsche und der möschlitzsche. Am 4. November 1715 verkauften die Helmstatt das gesamte Hofgut an Amalia Elisabeth von Mentzingen (geb. von Bettendorff), die 1718 testamentarisch verfügte, das Hofgut zu einem Stiftsgut „ad pias causas“ (zu frommen Zwecken) zu machen.
1725 erhielt Bockschaft durch Karl VI. per Diplom den Titel Kaiserliches Reichsfreies Adeliges Craichgauisches Fräuleinstift. Die grundherrlichen Rechte gingen mit eigenem Wappen auf die später Kraichgauer Adeliges Damenstift genannte Stiftung über, die sich einst in Pforzheim befand und heute ihren Sitz in Karlsruhe hat. Die adeligen Fräulein wohnten nicht selbst in dem Hofgut, nur die Einkünfte aus der Bewirtschaftung flossen der Stiftung zu.
Als Ende 1805 die Reichsritterschaft mediatisiert wurde, beanspruchten sowohl Baden als auch Württemberg die Besitzungen des Ritterkantons Kraichgau für sich und besetzten sie. Durch französischen Schiedsspruch kam es zwischen den beiden Ländern zu einem Staatsvertrag vom 13. November 1806, in dem der größere Teil des Gebiets, darunter auch Bockschaft, an Baden ging. Im Großherzogtum Baden wurde Bockschaft zunächst dem neuen Oberamt Gochsheim, jedoch bereits im Dezember 1809 dem neuen Odenwaldkreis  unterstellt und kam 1810 zum grundherrlichen Amt Gemmingen im badischen Pfinz- und Enzkreis, im Juni 1813 (mit 92 Einwohnern) zum badischen Bezirksamt Hoffenheim und schließlich durch dessen Vereinigung mit dem Bezirksamt Sinsheim 1849 zum vergrößerten Bezirksamt, aus dem später der Landkreis Sinsheim wurde. Bockschaft wurde zunächst nur als Hofgut mit abgesteinter Gemarkung betrachtet, von der 512 neubadische Morgen dem Damenstift und 101 Morgen einigen Hofbewohnern gehörten. Die Erhebung zur eigenständigen Gemeinde erfolgte trotz Protesten seitens des Damenstiftes mit Beschluss des badischen Innenministeriums vom 16. September 1841. Am 11. Dezember 1844 wurde erstmals ein Bürgermeister gewählt.
Das Hofgut Bockschaft ist bis heute im Eigentum der Stiftung, wurde jedoch ab 1755 überwiegend verpachtet, ab 1878 in zwei Generationen an die mennonitische Pächterfamilie Schmutz. Später wurde das Hofgut in den 1892 neu errichteten oberen und den aus dem 18. Jahrhundert datierenden, jedoch 1964 verkauften unteren Hof unterteilt. Am 2. Februar 1960 ging die Verpachtung des Stiftungsguts von der Familie Schmutz an die Südzucker AG über und umfasste 1978 rund 167 Hektar, womit es einen Großteil der rund 200 Hektar umfassenden Gemarkung des Ortes Bockschaft ausmacht.

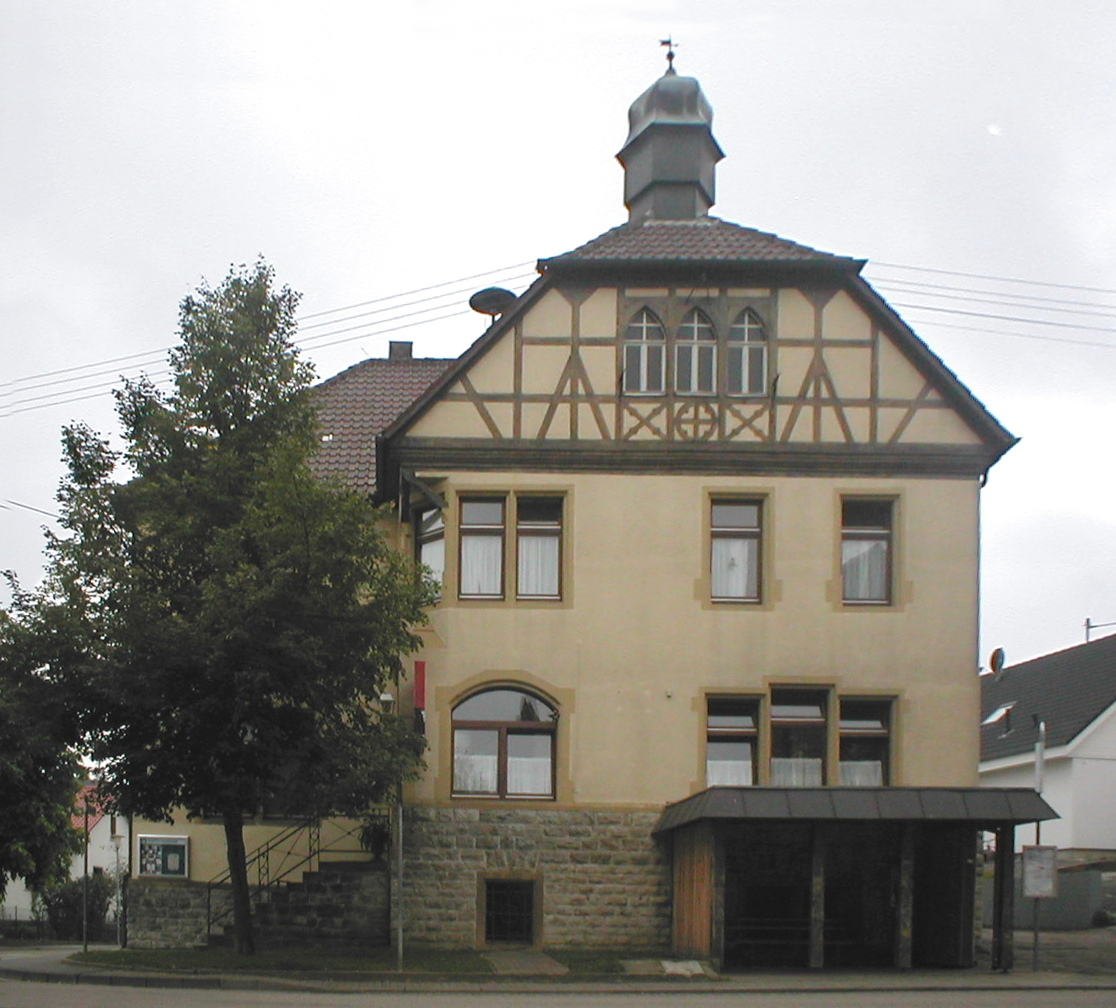
Schul- und Rathaus von 1902

Der Ort war bis in die jüngste Gegenwart vollständig landwirtschaftlich geprägt. Da die Gemarkung zu über 80 % in Stiftsgutsbesitz ist, konnte die Gemeinde nur in bescheidenem Maß wachsen und sich keine bedeutende Infrastruktur entwickeln. Der Gebäudebestand wuchs von 1808 (14 Gebäude) bis 1933 (17 Gebäude) nur unwesentlich an. Der Ort wird von alters her aufgrund des beherrschenden Hofguts auch Bockshof genannt. Außerhalb des Hof-Siedlungskerns wurde bis zum Beginn des 20. Jahrhunderts lediglich das Schul- und Rathaus errichtet. Die Einwohnerzahl stieg von 122 Personen im Jahr 1939 durch den Zuzug von Heimatvertriebenen nach dem Zweiten Weltkrieg kurzfristig auf über 200 an, sank jedoch danach wieder unter den Vorkriegsstand (1961: 115 Einwohner, 1970: 110 Einwohner). Erster Verein war der 1965 gegründete Fußballclub. 1967 konnten geringe Neubauflächen ausgewiesen werden, die Straßen wurden erstmals 1970 befestigt, 1971 wurde der Friedhof befestigt und eine Leichenhalle errichtet. Bei der Schulreform 1966/67 wurde die Schule des Dorfes geschlossen, die Bockschafter Schüler besuchten von da an die Kirchardter Schule.
Im Zuge einer freiwilligen Vereinbarung wurde Bockschaft, damals mit 115 Einwohnern die kleinste Gemeinde des Landkreises Sinsheim, am 1. Juli 1971 in die Gemeinde Kirchardt (damals ebenfalls noch im Landkreis Sinsheim) eingegliedert. Mit der Kreisreform 1973 gelangte Bockschaft mit Kirchardt zum Landkreis Heilbronn. 1977 wurde das 15 Hektar große Neubaugebiet Fuchsloch erschlossen und 1990 auf rund 21 Hektar erweitert, so dass der Ort neben seiner landwirtschaftlichen Nutzung insbesondere zum Wohnort für Pendler der umliegenden Orte wurde und heute rund 400 Einwohner hat. Es besteht weiterhin keine nennenswerte Infrastruktur.

## Politik
Seit der Eingemeindung nach Kirchardt 1971 besteht ein Ortschaftsrat mit vier Mitgliedern. Auf seinen Vorschlag hin wählt der Kirchardter Gemeinderat einen ehrenamtlichen Ortsvorsteher. Diese Gremien sind zu wichtigen die Ortschaft betreffenden Angelegenheiten zu hören.

### Wappen
Das Damenstift trug ein 1725 vom Kaiser verliehenes eigenes Wappen. Die frühesten Gemeindesiegel aus Bockschaft dagegen datieren um 1840 und zeigen lediglich ein „B“ in einem Kreis. Im Jahr 1900 entwarf das Generallandesarchiv das heutige Gemeindewappen, das in Blau zwei goldene Balken und im Herzschild einen aufgerichteten schwarzbewehrten roten Bock zeigt. Der Bock macht es zum „sprechenden Wappen“. Die blau-goldenen Balken stehen für die Herren von Gemmingen, die zum Ritterkanton Kraichgau zählten, von denen jedoch kein Besitz in Bockschaft nachgewiesen ist.

## Sehenswürdigkeiten und Kultur

### Kultur
In Bockschaft wird das alle zwei Jahre am letzten Juni-Wochenende stattfindende Kirchardter Dorffest gefeiert. Die Vereine der Gesamtgemeinde bieten dabei im Gutshof und in der Ortsmitte ein buntes gastronomisches und kulturelles Angebot.

### Bauwerke
- In Bockschaft befinden sich der Gutshof Bockschaft (Oberer Hof) mit Wohngebäude von 1892 und der 1964 in Privatbesitz verkaufte Untere Hof, dessen Wohnhaus von 1735 in den Jahren 1981 bis 1983 durch einen Neubau ersetzt wurde. Beide Höfe weisen noch ältere Wirtschaftsgebäude auf. Zwischen den beiden Gutshöfen ist noch der enggedrängte Siedlungsrest der spätmittelalterlichen Ackerbauern-Hofreite mit teilweise bis ins 18. Jahrhundert datierenden Gebäuden zu erkennen, darunter das Anwesen Talstraße 4, das nach Brand um 2000 umfassend saniert wurde.
- Etwas außerhalb der Ortsmitte steht das ehemalige Schul- und Rathaus von 1902, das seit 1979 gastronomisch genutzt wird.
- Der Dorfplatz wurde 1983 an der Stelle eines abgerissenen Fachwerkgebäudes mit Krüppelwalmdach aus dem Jahr 1802 (Talstraße 2) errichtet.

## Verkehr
Bockschaft ist über die Buslinie 683 Gemmingen–Heilbronn an den ÖPNV des Heilbronner Hohenloher Haller Nahverkehr (HNV) angebunden.